# Bartolomeu Dias

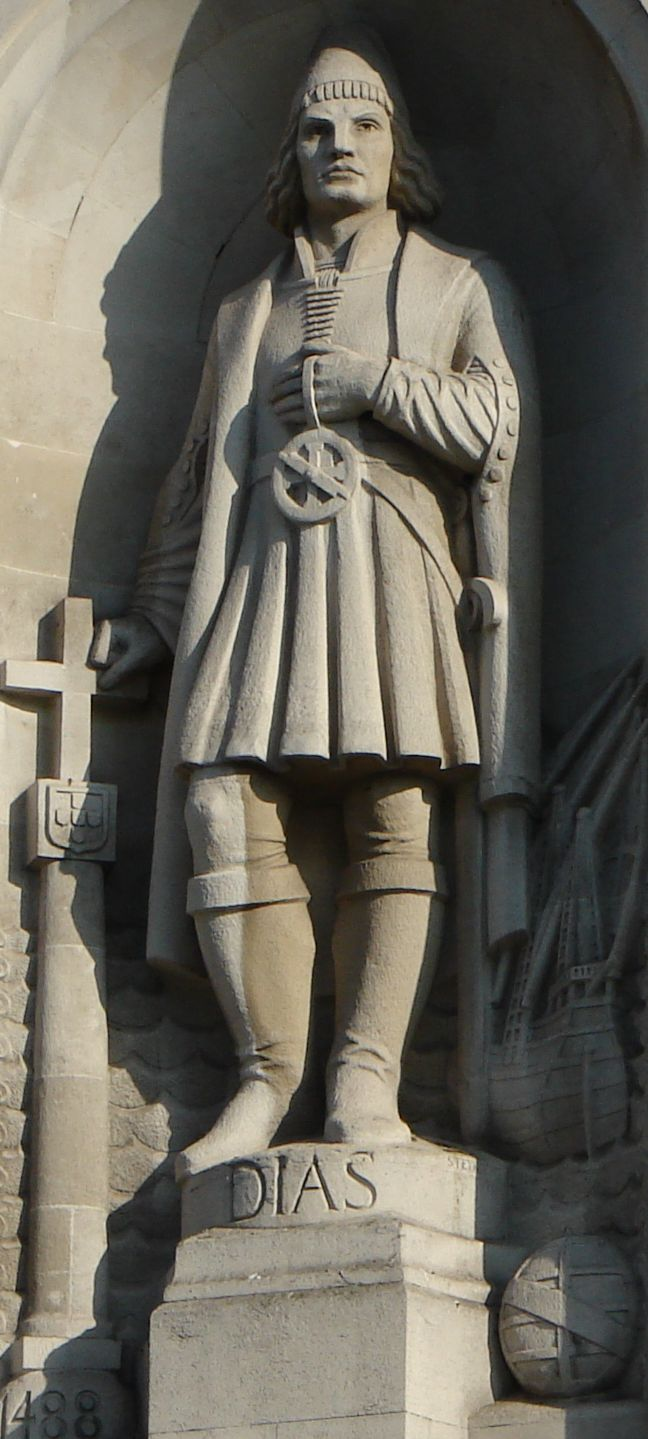
Beeld van Dias op Trafalgar Square (Londen)

Bartolomeu Dias (ook Diaz, ca. 1450 – op zee nabij Kaap de Goede Hoop, 29 mei 1500) was een Portugees zeevaarder en ontdekkingsreiziger, die in 1488 als eerste Europeaan Kaap de Goede Hoop rondde. Daarmee bereidde hij de eerste tocht naar India door Vasco da Gama voor, deze route zou later de naam Kaaproute krijgen.

## Jeugd
Over Dias’ jeugd en afkomst is bijna niets bekend. Hij komt in 1481 in beeld als deelnemer aan de tocht van Diogo d'Azambuja naar de Afrikaanse Goudkust. Deze expeditie met 500 man troepen en werklieden bouwde daar in januari 1482 het fort São Jorge da Mina. Dit fort diende als hoofdkwartier voor de handelsactiviteiten van de Portugezen in dit gebied. Dias leerde er de goud- en ivoorhandel kennen en verkreeg de rang van kapitein. 
Terug in Portugal werd Bartolomeus Dias ridder van het hof en hoofd van de koninklijke voorraadkamers. Op 10 oktober 1486 benoemde koning João II hem tot leider van de expeditie, die rondom Afrika naar India moest zeilen.

## Zeereis naar Zuid-Afrika

### Achtergrond van de tocht
De Portugezen maakten steeds snellere vorderingen op hun ontdekkingsreizen langs de kust van Afrika. Recent had Diogo Cão  in twee tochten een groot deel van de zuidwestelijke kust verkend. Hij was tot Kaap Kruis in Namibië gekomen, 1500 kilometer ten noorden van Kaap de Goede Hoop. 
De Portugezen hadden bovendien in Benin geruchten vernomen over een christelijk rijk ver in het oosten van Afrika. De Portugezen hoopten dat dit het rijk van de legendarische Priester Johannes was. Deze mythische figuur zou een machtige bondgenoot zijn in de strijd tegen de Moren. João II zond Pêro da Covilhã en Afonso de Paiva over land naar India en Abessinië om meer informatie te verzamelen, terwijl Dias de zeeroute moest verkennen.

### Vertrek

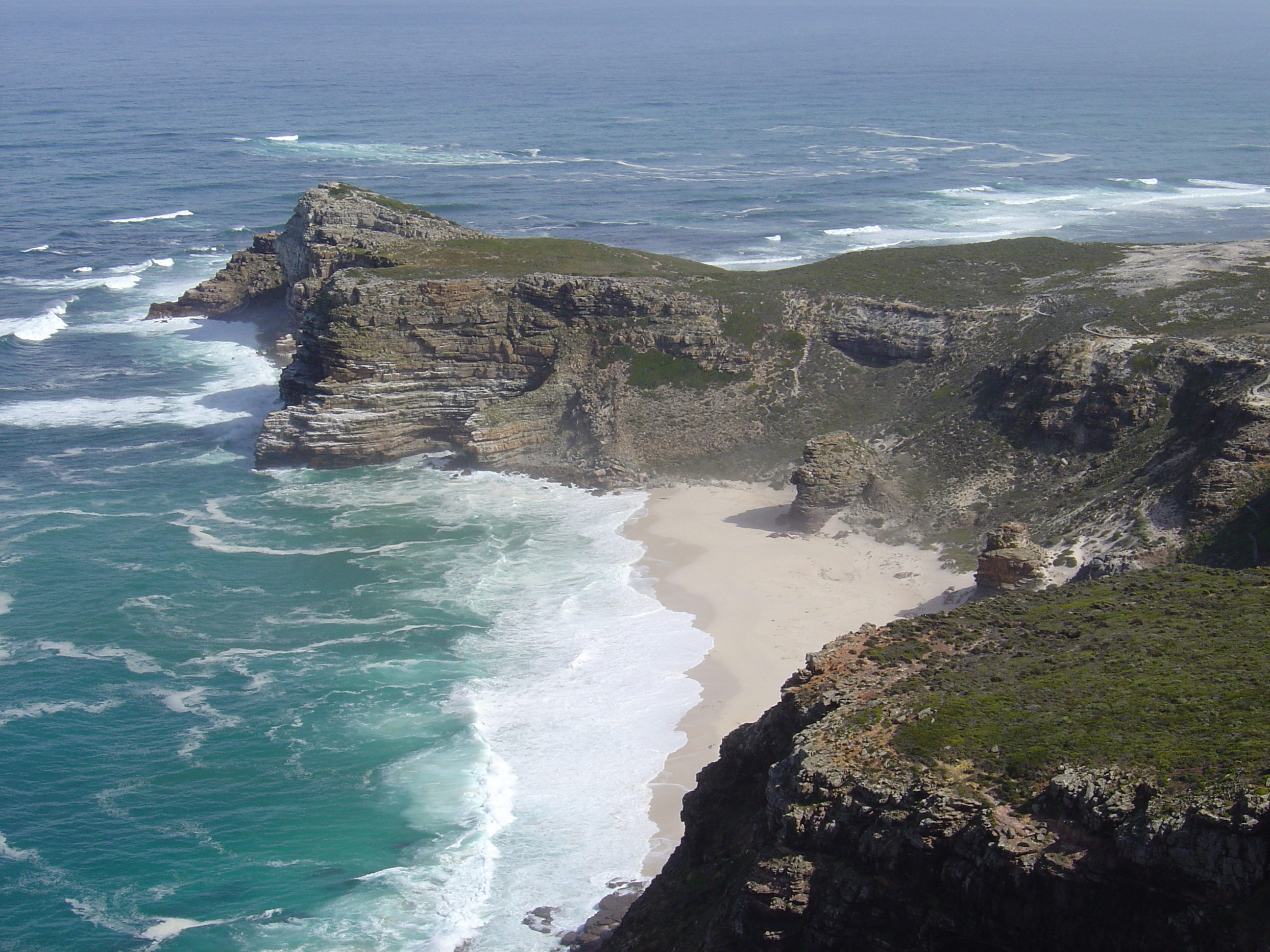
Kaap de Goede Hoop

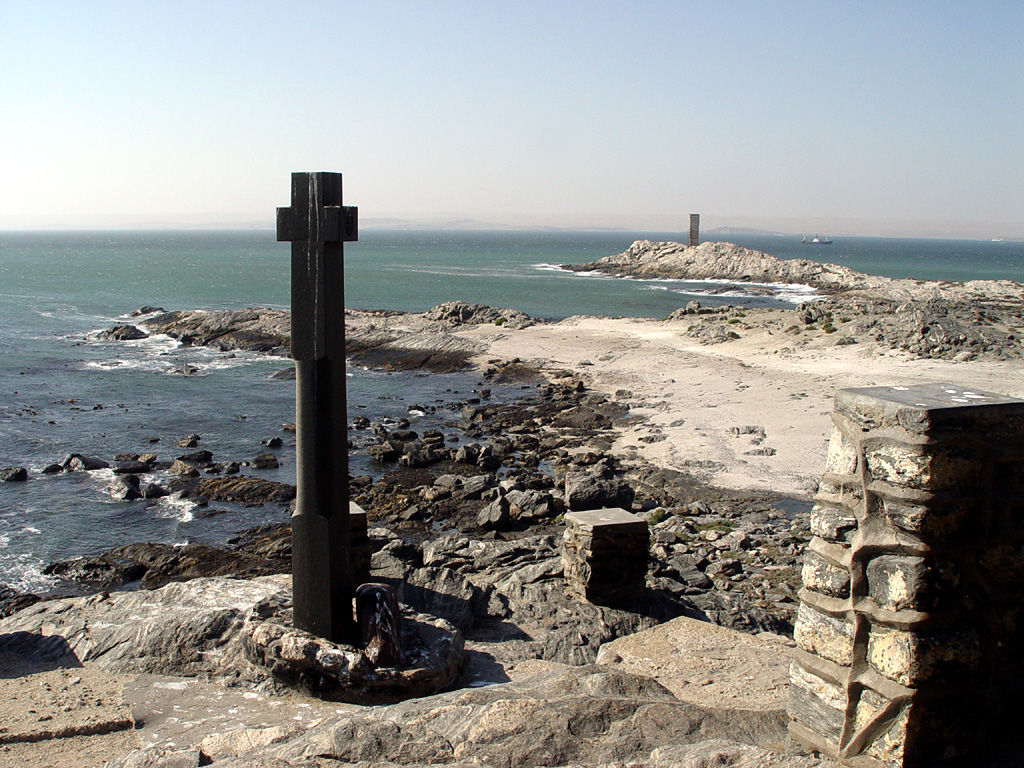
kopie ter plaatse van een kruis, door Dias geplaatst - Lüderitz, Namibië

Bartolomeu Dias vertrok in augustus 1487 met een vloot van drie schepen uit Lissabon. Twee ervan, de São Cristóvão en de São Pantaleão, waren karvelen. Zijn broer Pêro Dias voerde het bevel over een bevoorradingsschip. Het was de eerste keer dat de Portugezen gebruik maakten van een bevoorradingsschip. Na tussenstops in São Jorge da Mina en bij de monding van de Kongo bereikte Dias in december Walvisbaai in Namibië.

### Rond Kaap de Goede Hoop
De route langs de zuidwestkust van Afrika betekende, dat de schepen steeds tegen de heersende zuidoostpassaat in moesten laveren. Na vertrek uit Walvisbaai koos Dias daarom voor een zuidwestelijke koers, weg van de kust. De beide karvelen kwamen in een zeer zware storm terecht, die dertien dagen duurde en hen ver naar het zuiden voortjoeg. Toen de storm ging liggen, koerste Dias terug naar het oosten, maar na verscheidene dagen was er nog steeds geen land te bespeuren. Daarop verlegde hij zijn koers noordwaarts totdat hij op 2 februari 1488 land vond bij Mosselbaai. Zonder het te weten had Dias zowel Kaap de Goede Hoop als het zuidelijkste punt van Afrika, Kaap Agulhas, gepasseerd. 
Bij een schermutseling met de plaatselijke bewoners doodde Dias persoonlijk met een kruisboog een tegenstander. Daarna zetten de twee schepen de tocht in noordoostelijke richting voort. Dias volgde de kust van Zuid-Afrika 500 kilometer tot aan de Visrivier. Aan het warme water van de Agulhasstroom was duidelijk te merken dat de Indische Oceaan bereikt was. Dias wilde doorgaan, maar de uitgeputte bemanning had er genoeg van. Na een vergadering met zijn kapiteins, die allen een document ondertekenden waarin ze verklaarden terug te willen keren, ging Dias akkoord. Op 12 maart 1488 richtte Dias een padraõ, een stenen gedenkteken, op bij Kwaaihoek om het verst bereikte punt te markeren. 
In mei 1488 zag Dias op de terugweg de Kaap de Goede Hoop. Naar aanleiding van zijn hachelijk avontuur gaf Dias deze kaap de naam Stormkaap (Cabo das Tormentas). Later veranderde João II de naam in Kaap de Goede Hoop (Cabo da Boa Esperança) omdat hij nu goede hoop had dat de zeeroute naar India snel gevonden zou worden. 
De twee karvelen bereikten Lissabon in december 1488, zestien maanden na vertrek. Pikant detail daarbij is dat Christoffel Columbus hen zag arriveren. Columbus probeerde João II te overtuigen om een westwaartse route naar India te steunen, maar na het nieuws over Dias’ ronding van de kaap daalden zijn kansen aanzienlijk. 

## Het vervolg
Het zou nog tot 1497 duren voordat Portugal een vervolgreis organiseerde onder leiding van Vasco da Gama. Deze bereikte India wel. Bartolomeu Dias zag toe op de bouw van twee schepen van Da Gama’s expeditie: het vlaggenschip de São Gabriel en zijn zusterschip São Rafael. 
Dias vertrok in 1497 samen met Da Gama, maar zijn bestemming was de handelspost São Jorge da Mina in Ghana. Dankzij het inzicht dat Dias had verkregen in de windsystemen van de zuidelijke Atlantische Oceaan koos Da Gama een andere route naar de Kaap. Da Gama maakte vanaf de Kaapverdische Eilanden een grote bocht in zuidwestelijke richting, totdat hij in de gordel van westenwinden terechtkwam, die hem oostwaarts naar de kaap brachten. 
In 1500 was Dias scheepskapitein op de India-reis van Pedro Álvares Cabral. Cabral nam een nog grotere bocht over de Atlantische Oceaan en ontdekte op die manier Brazilië. Ironisch genoeg verging Dias' schip met nog drie andere tijdens een zware storm nabij zijn Stormkaap...

## Trivia
De padrao van Kwaaihoek werd in de jaren ’30 ontdekt en gereconstrueerd. Het staat nu in de bibliotheek van de Universiteit van Witwatersrand in Johannesburg. 
Dias richtte op 25 juli 1488 niet ver van het huidige Lüderitz in Namibië nog een padrao op. Hoewel het origineel zich nu in een museum in Windhoek bevindt, staat sinds het Dias-jaar 1988 op de plek aan de ongenaakbare kust waar Dias hem had neergezet een kopie. Zie Diaz-punt.
- Biblioteca Nacional de España: XX5759213
- Bibliothèque nationale de France: cb12192419g (data)
- Gemeinsame Normdatei: 118678159
- International Standard Name Identifier: 0000 0001 1436 8787
- Library of Congress Control Number: n84803595
- Nationale Bibliotheek van Israël: 987007260471105171
- Nederlandse Thesaurus van Auteursnamen: 292644469
- SNAC: w6378g74
- Système universitaire de documentation: 030527031
- Virtual International Authority File: 3891248
- WorldCat: E39PBJmtxBt4pp9W3GJVCjgdwC